# Liliana Alicja Rytel
Liliana Alicja Rytel – polska lekarka weterynarii, doktor habilitowany nauk rolniczych, profesor na Uniwersytecie Warmińsko-Mazurskim w Olsztynie, specjalistka od fizjologii klinicznej, fizjologii zwierząt.

## Kariera naukowa
W 2012 roku na Uniwersytecie Warmińsko-Mazurskim w Olsztynie uzyskała tytuł lekarza weterynarii. W 2016  roku została zatrudniona na Wydziale Medycyny Weterynaryjnej tejże uczelni, gdzie w 2017 uzyskała stopień doktora nauk weterynaryjnych na podstawie rozprawy pt. Lokalizacja i kodowanie chemiczne neuronów czuciowych zaopatrujących okolicę przedodźwiernikową żołądka świni domowej w stanie fizjologicznym oraz w wybranych stanach patologicznych, której promotorem był Jarosław Całka. W 2021 roku ta sama uczelnia nadała jej stopień doktora habilitowanego nauk rolniczych w dyscyplinie weterynarii na podstawie pracy pt. Wpływ niskich i wysokich dawek bisfenolu A na neurochemiczną charakterystykę włókien nerwowych zlokalizowanych w ścianie macicy świni domowej.